# جنگ حماسی بزرگ تیموری
جُنگ حماسی بزرگ تیموری گلچینی ادبی (جُنگ) است، در دو جلد و با پنج منظومهٔ حماسی به زبان فارسی، که در سال ۸۰۰ ه‍.ق در شیراز تحت سلطهٔ امپراتوری تیموری، احتمالاً برای پیرمحمد پسر عمر شیخ، شاهزادهٔ تیموری تهیه شد، و بعدها برای اسکندر سلطان، برادر او، آثار نگارگری روی آن اعمال شد. جلد نخست این مجموعه شامل نسخه‌ای از شاهنامه در قطع ۱۶٫۸×۲۵٫۸ سانتی‌متر، و ۲۲۹ برگ است که دیباچه تا اواخر پادشاهی منوچهر در آن از میان‌رفته و شماری از برگ‌های آن به‌هم ریخته‌شده است. جلد مذکور امروزه به‌شمارهٔ MS. P. 114 در کتابخانهٔ چستربیتی نگهداری می‌شود. جلد دوم، به‌قطع ۴۲×۶۴٫۵ سانتی‌متر، با ۲۴۳ برگ تهیه‌شده، و دومین نسخهٔ کهن شناخته‌شده از گرشاسپ‌نامه، کهن‌ترین نسخهٔ بهمن‌نامه و یگانه نسخ شناخته‌شده از شهنشاه‌نامه و کوش‌نامه را در خود جاداده است. این جلد هم امروزه به‌شمارهٔ OR. 2780 در کتابخانهٔ بریتانیا محفوظ است. این دو جلد از لحاظ ساختاری، شامل شش ستون نوشتاری هستند که در برگ‌های بدون عنوان، تذهیب و نگاره، تا ۳۳ سطر، مشتمل بر ۹۹ بیت را دربرمی‌گیرند. پیش از انتقال به مکان‌های امروزی خود، هردو جلد مدتی در کتابخانهٔ آرتور دو گوبینو، سیاستمدار فرانسوی بودند.

## شیوهٔ نگارش
این مجموعه با خط نسخ نوشته‌شده و ویژگی‌های نگارشی اصلی آن عبارت‌اند از:
- «چ، پ، ژ» هم با سه نقطه و هم با یک نقطه به‌صورت «ج، ب، ز» نوشته شده‌اند. «گ» بیشتر «ک» و گاه «ݢ» نوشته‌شده است.
- رعایت قاعدهٔ ذال معجم در بیشتر جاها دیده می‌شود.
- گاهی واژگانی مانند «آنکه» و «آنچه» که «ه» ناملفوظ دارند را با حذف این حرف، این‌طور می‌نویسد: «آنک» و «آنچ».
- واژگان «که» و «چه» در مواردی به واژهٔ پس از خود چسبیده‌اند؛ مانند «کخواست» و «چبودت».
- در پاره‌ای موارد همزه جایگزین «ی» گشته، مانند «دریاء گیلان»، «درازاء» و «آئین».
- دربارهٔ نگارش واژگان مشتق و مرکب، اصل را بر انفصال دو بخش گذاشته است؛ مانند «نیک دل»، «یک باره» و «گردن کش».
- کاربرد «بی» جدا از اسم، مانند «بی سر»، «بی راه» و «بی کران».
- «به» حرف اضافه در بیشتر موارد به واژهٔ پس از خودش چسبیده است؛ مانند «بمردم»، «بیکبارگی» و «بجز».
- «را» نشانهٔ مفعول در برخی موارد به واژهٔ پیش از خود می‌چسبد؛ مانند «بتانرا»، «جانرا» و «سپهرا».
- «است» گاهی به واژهٔ پیش از خود می‌چسبد؛ مانند «ماتمست» و «زمینست».
- در نوشتار به‌ندرت از اعراب‌گذاری استفاده‌شده که همین موضوع باعث ابهام در خوانش شماری از واژگان، و به‌صورت ویژه نام‌های خاص شده است.
- «هٔ» گاهی نه به‌صورت نقش‌نمای اضافه، بلکه صرفاً به‌شکل زینتی در انتهای واژگانی با «ه» ناملفوظ نوشته‌شده است.

## اهمیت
جلد نخست، یازدهمین نسخهٔ کهن تاریخ‌دار شاهنامه به‌حساب می‌آید و از حیث قدمت نسخه و اصالت متن، امتیاز ویژه‌ای ندارد. جلد دوم بسیار مهم‌تر است. به‌ویژه از این جهت، که حاوی تنها نسخ موجود از شهنشاه‌نامه و کوش‌نامه بوده، و یگانه مرجع برای کار تصحیح و نشر این متون به‌حساب می‌آید. ۱۶ نگاره به‌سبک مکتب شیراز دوم در این جُنگ به‌کار رفته، که در مورد شهنشاه‌نامه و کوش‌نامه، تنها نمونه‌های موجود از نگارگری ایرانی برای این آثار محسوب می‌شوند.

## فهرست نگاره‌ها
| شاهنامهٔ فردوسی (برگ ۱ تا ۲۲۹)      |  |                                      |        |
| ۱                                  |  | موفقیت سیاوش در آزمون آتش            | ۱۴پشت  |
| ۲                                  |  | رزم ایرانیان با تورانیان به‌کین سیاوش | ۳۸رو   |
| ۳                                  |  | کشتن دیو سپید به‌دست رستم             | ۵۰رو   |
| ۴                                  |  | رستم در اسارت اکوان دیو              | ۶۵رو   |
| ۵                                  |  | رزم بهرام گور با شیرها برای تاج‌ستانی | ۱۵۱پشت |
| جلد دوم                            |  |                                      |        |
| گرشاسپ‌نامهٔ اسدی (برگ ۱ تا ۴۰)      |  |                                      |        |
| ۱                                  |  | دیدار گرشاسپ با برهمنان هندی         | ۱۴پشت  |
| ۲                                  |  | گرشاسپ در جزیرهٔ هُدکیر                | ۱۸رو   |
| ۳                                  |  | گرشاسپ در نخجیرگاه ضحاک              | ۲۹پشت  |
| شهنشاه‌نامهٔ تبریزی (برگ ۴۱ تا ۱۳۲)  |  |                                      |        |
| ۴                                  |  | خروج مغولان از ارگنه‌کن               | ۴۴پشت  |
| ۵                                  |  | نبرد چنگیز خان با سپاه خطای          | ۴۹پشت  |
| ۶                                  |  | خطابهٔ چنگیز خان بر منبر مسجد بخارا   | ۶۱رو   |
| ۷                                  |  | آوردن مستعصم به‌نزد هولاکو خان        | ۸۹پشت  |
| بهمن‌نامهٔ ایرانشاه (برگ ۱۳۴ تا ۱۸۷) |  |                                      |        |
| ۸                                  |  | اعدام فرامرز در حضور بهمن            | ۱۶۳پشت |
| ۹                                  |  | بازدید بهمن از آرامگاه خاندان رستم   | ۱۷۱پشت |
| کوش‌نامهٔ ایرانشاه (برگ ۱۸۸ تا ۲۴۳)  |  |                                      |        |
| ۱۰                                 |  | ورود آبتین به بَسیلا                  | ۲۰۲پشت |
| ۱۱                                 |  | سَلْکَت در کوه دماوند                   | ۲۱۳پشت |